# Konglomerátum (vállalatcsoport)
A konglomerátum olyan  vállalatcsoport, amely különböző iparágakban működő több vállalkozás  kombinációja. A magyar törvényi meghatározás pénzügyi konglomerátumnak nevezi.  A konglomerátum jellemzően nagy méretű, országhatárokon átnyúló vállalatcsoport.
Egy konglomerátum egy anyavállalatot és számos leányvállalatot foglal magában. 
Az anyavállalat minden olyan vállalkozás, amely egy másik vállalkozás működésére ellenőrző befolyást gyakorol. 
A leányvállalat minden olyan vállalkozás, amelynek működésére egy másik vállalkozás ellenőrző befolyást gyakorol, továbbá e leányvállalat valamennyi leányvállalata 
A leányvállalatok egymástól függetlenül fejtik ki gazdasági tevékenységüket. 
A konglomerátum előnye az üzleti kockázatok diverzifikációja pl. azáltal, hogy különböző iparágakban, különböző piacokon vesznek részt. 

## Kritikák
A konglomerátumokat gyakran éri antikapitalista illetve antiglobalista kritika. 
Például 1976-ban ezt írta konglomerátumokról a Politikai kisszótár: 

„A konglomerátum a monopóliumoknak egy új típusa, amely fúziók vagy bekebelezések útján jön  létre, azzal a céllal, hogy megszabaduljanak a konkurensektől vagy a potenciális konkurensektől. Ily módon gigászi méretű pénzügyi és ipari egyesülések jönnek létre, amelyek meghatározzák a jelenkori állammonopolista kapitalizmus arculatát.”